# Saratoga Springs (New York)
Saratoga Springs is een plaats (city) in de Amerikaanse staat New York, en valt bestuurlijk gezien onder Saratoga County.

## Demografie
Bij de volkstelling in 2000 werd het aantal inwoners vastgesteld op 26.186.
In 2006 is het aantal inwoners door het United States Census Bureau geschat op 28.499, een stijging van 2313 (8.8%).

## Geografie
Volgens het United States Census Bureau beslaat de plaats een oppervlakte van
75,2 km², waarvan 73,6 km² land en 1,6 km² water. Saratoga Springs ligt op ongeveer 179 m boven zeeniveau.

## Plaatsen in de nabije omgeving
De onderstaande figuur toont nabijgelegen plaatsen in een straal van 16 km rond Saratoga Springs.

## Geboren in Saratoga Springs
- Charles Brackett (1892–1969), scenarioschrijver
- David Hyde Pierce (1959), acteur